# زاسکاله (استان اشوی‌داشکسیه)
زاسکاله (به لهستانی: Zaskale) یک منطقهٔ مسکونی در لهستان است که در گمینا وانچنا واقع شده‌است. زاسکاله ۲۵۰ نفر جمعیت دارد.